# アマーリエ・フォン・デア・プファルツ
アマーリエ・フォン・デア・プファルツ（Amalie von der Pfalz, 1490年7月25日 - 1525年1月6日）は、ポメラニア公ゲオルク1世の妃。

## 生涯
アマーリエはプファルツ選帝侯フィリップ（1448年 - 1508年）と、下バイエルン＝ランツフート公ルートヴィヒ9世の娘マルガレーテ（1456年 - 1501年）の娘である。
1513年5月22日、シュチェチンにおいてポメラニア公ゲオルク1世（1493年 - 1531年）と結婚した。この結婚は、ブランデンブルク選帝侯との対立においてプファルツ選帝侯の支援を求めたボギスラフ10世により進められた。同時に、ゲオルク1世の従兄弟であるメクレンブルク公ハインリヒ5世はアマーリエの妹ヘレネと結婚した。アマーリエの結婚は、多くの諸侯らの列席のもと盛大に祝われた。結婚式の祝賀会中に、デンマーク王とポーランド王の使者が席次について争ったと言われている。
アマーリエは、君主の娘としての立場をどのように利用するかを知っている「控えめな」人物と評された。アマーリエの息子フィリップ1世は1526年からハイデルベルクにある兄ルートヴィヒ5世の宮廷で教育を受けた。
アマーリエは生涯病弱であったが、34歳で亡くなりシュチェチンに埋葬された。

## 子女
- ボギスラフ11世（1514年）
- フィリップ1世（1515年 - 1560年） - ポメラニア＝ヴォルガスト公
- マルガレーテ（1518年 - 1569年） - 1547年にブラウンシュヴァイク＝グルーベンハーゲン公エルンスト3世と結婚